# تزي إمسكر (إمسكر)
تزي إمسكر هو دُوَّار يقع بجماعة إيموزار، عمالة أكادير إدا وتنان، جهة سوس ماسة في المملكة المغربية. ينتمي الدوّار لمشيخة إمسكر التي تضم دوارين. يقدر عدد سكانه بـ 558 نسمة حسب الإحصاء الرسمي للسكان والسكنى لسنة 2004.

## روابط خارجية
- البوابة الوطنية للجماعات الترابية نسخة محفوظة 12 مارس 2018 على موقع واي باك مشين.
- المندوبية السامية للتخطيط